# Gare de Labourgade
La gare de Labourgade est une ancienne gare ferroviaire française de la ligne de Castelsarrasin à Beaumont-de-Lomagne, située sur le territoire de la commune de Labourgade dans le département de Tarn-et-Garonne, en région Occitanie.
Elle est mise en service en 1904 par la Compagnie des chemins de fer du Midi et du Canal latéral à la Garonne et fermée au service des voyageurs en 1937.
La gare se situe dans la portion où la circulation est coupée et la ligne condamnée à partir des silos de Belleperche (PK 194,73) depuis le début de l'année 2020.

## Situation ferroviaire
Établie à 96 mètres d'altitude, la gare de Labourgade était située au point kilométrique (PK) 199,9 de la ligne de Castelsarrasin à Beaumont-de-Lomagne (voie unique), entre les gares de Belleperche et de Larrazet.

## Histoire
La gare de Labourgade est mise en service le 9 octobre 1904 par la Compagnie des chemins de fer du Midi et du Canal latéral à la Garonne, lorsqu'elle ouvre à l'exploitation la voie unique de sa ligne de Castelsarrasin à Beaumont-de-Lomagne.
Elle est, comme la ligne, fermée au service des voyageurs le 22 mai 1937. Contrairement aux autres gares, elle sera détruite.
La ligne est entièrement rénovée, en septembre 2012, pour notamment pérenniser la desserte des installations terminales embranchées (ITE) en service, ce qui représente une centaine de circulations de trains de fret SNCF par an. Néanmoins cela ne concerne pas la gare de Labourgade qui a totalement disparu.